# 人気酒造

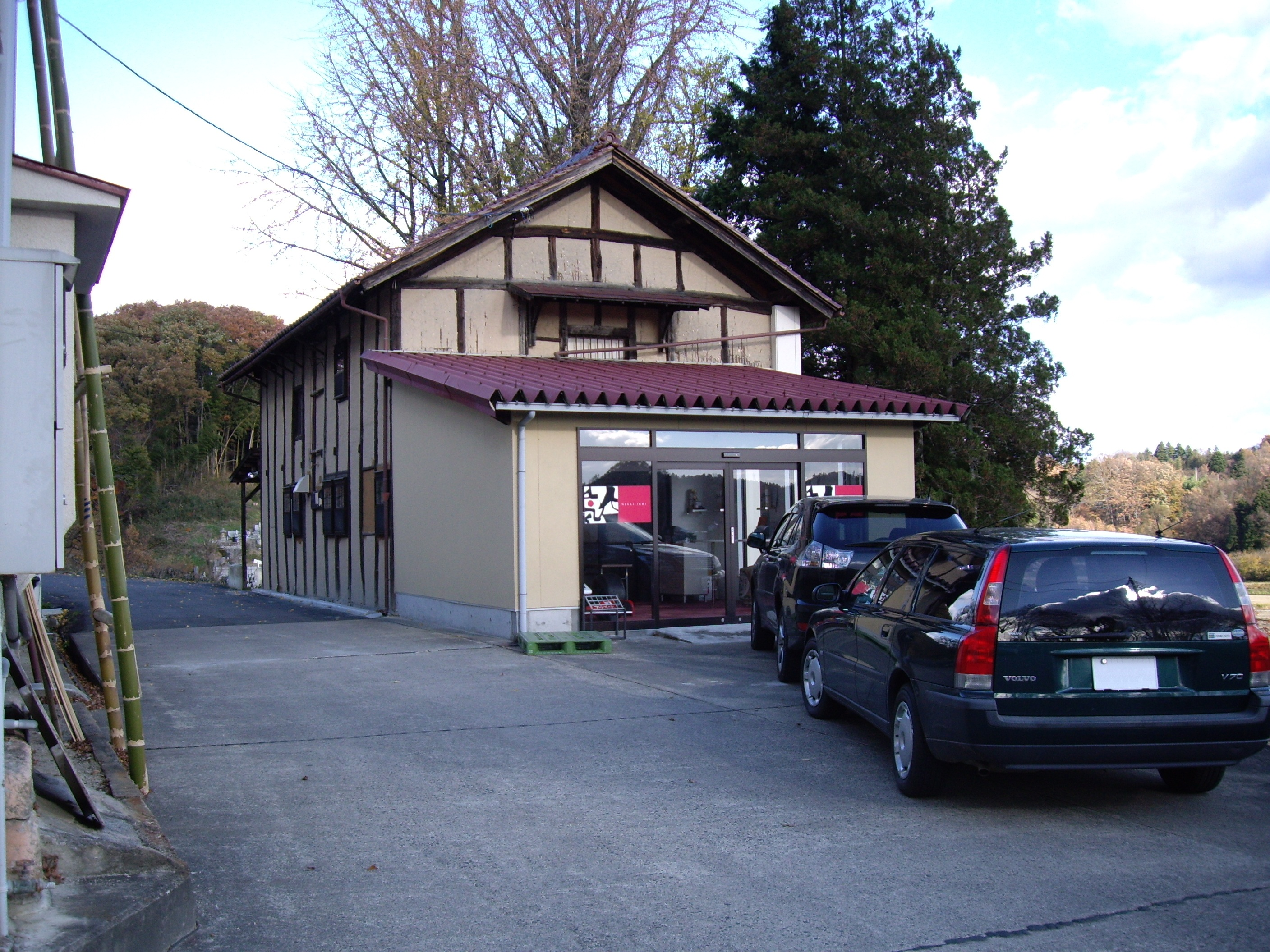
人気酒造（2008年11月）

人気酒造株式会社（にんきしゅぞう）は、福島県二本松市の酒類製造・販売業者。商標は『人気一』である。
手作り、伝統的な製法と道具、寒造り、吟醸しか造らないことにこだわりを持っている。
2008年よりフォーミュラ・ニッポン→スーパーフォーミュラのスポンサー（2014年現在はプロモーションパートナー）となっており、表彰式におけるシャンパンファイト用ドリンクとして同社の「スパークリング純米大吟醸」が使われている。
最近では、海外の多くの国でも親しまれている。
TVアニメ「戦国BASARA(バサラ)BASARA弐(ツー)弐」と全国各地の酒蔵とのコラボレーション商品を発売する酒合戦.comを運営。
2013年より「ウルトラマン基金酒 人気一 地球侵略」など、ウルトラシリーズとコラボレーションした銘柄の日本酒、焼酎などを販売。円谷プロダクションが震災復興として始めた「ウルトラマン基金」に売上げの一部が寄付される。代表者の遊佐がかつて東映に勤め、特撮作品の制作に携わっていたためかつての同僚からの依頼に応え実現したもの。

## 沿革
- 1897年 - 創業。

## 銘柄
日本酒
- 「人気一」
  - 赤人気 伝統酒
  - 黄人気 旨辛口
  - 青人気 吟醸
  - 黒人気 純米吟醸
  - 大吟醸
  - 純米吟醸
  - 長期熟成酒 1998年
  - スパークリング 純米大吟醸

焼酎
- 麦焼酎
  - 麦人気
  - 麦人気 ハナタレ
- 芋焼酎
  - 芋人気
  - 芋人気 ハナタレ
- 米焼酎

## 受賞歴
全国新酒鑑評会
平成14酒造年 - 29酒造年
- 「人気一」金賞受賞 - 平成29年受賞